# موخرنس
موخرِنِس (به ارمنی: Մոխրենես، به لاتین: سوسن‌لیق Susanlıq) یک منطقهٔ مسکونی در جمهوری آرتساخ است که در استان هادروت واقع شده‌است. موخرنس ۲۱۲ نفر جمعیت دارد.

## نگارخانه

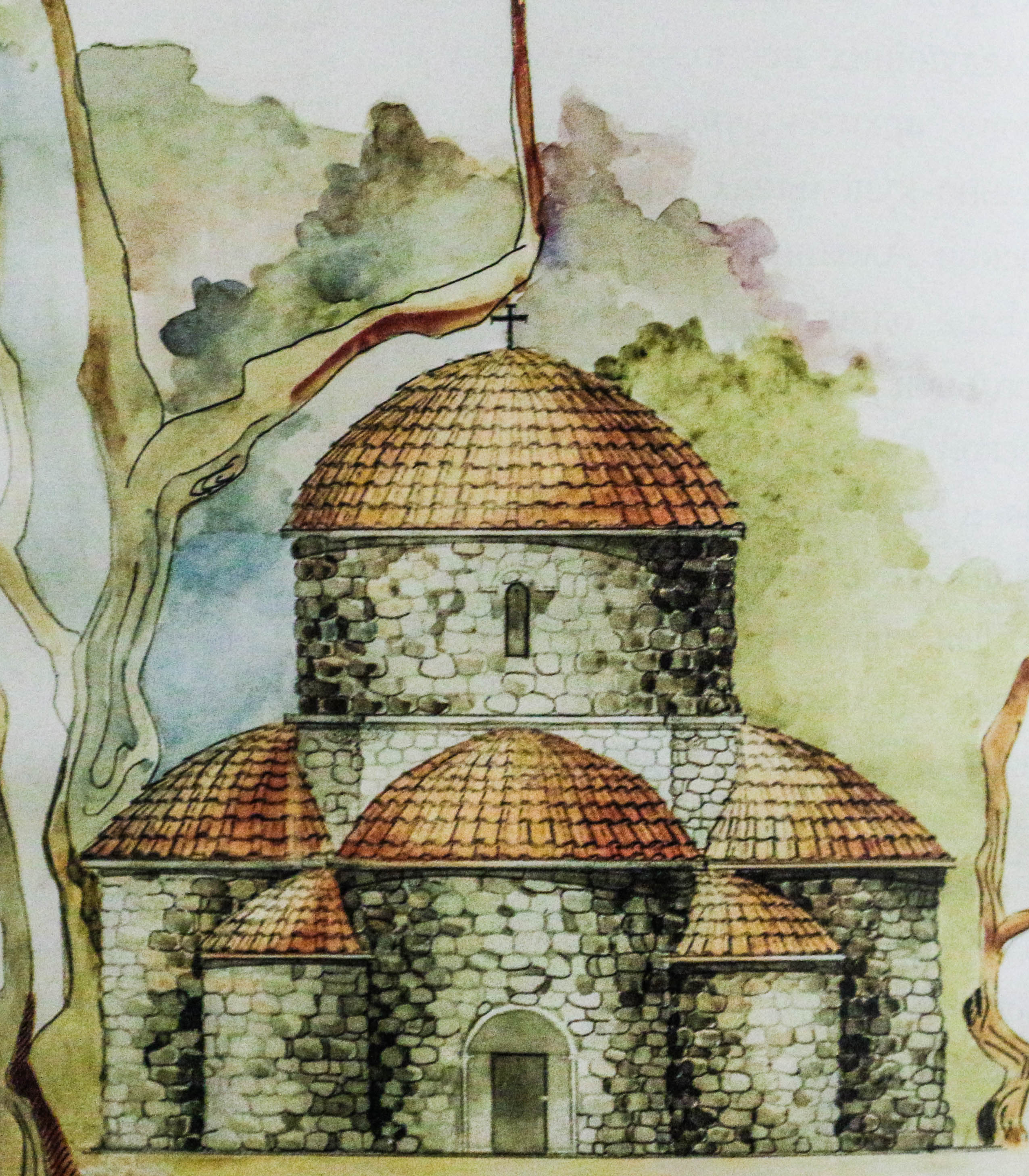
صومعه اوخت دور